# Europese kampioenschappen taekwondo 2010 (ETU)
De Europese kampioenschappen taekwondo 2010 waren een door de European Taekwondo Union (ETU) georganiseerd kampioenschap voor taekwondoka's. De 19e editie van de Europese kampioenschappen vond plaats in het Russische Sint-Petersburg van 30 april tot 2 mei 2010.

## Resultaten
| Heren  | Heren                      | Heren             | Heren                       | Heren                 |
| Plaats | -54 kg                     | -58 kg            | -63 kg                      | -68 kg                |
| ------ | -------------------------- | ----------------- | --------------------------- | --------------------- |
| Goud   | Seyfula Magomedov          | Joel González     | Konstantinos Konstantinidis | Servet Tazegül        |
| Zilver | Remzi Basakbugday          | Alan Nogaev       | Nikola Jovanović            | Filip Grgic           |
| Brons  | Moti Lugasi                | Stipe Jarloni     | Vladislav Arventil          | Dennis Bekkers        |
| Brons  | Sergej Kolb                | Marios Tsourdinis | Cem Uluğnuyan               | Vasily Nikitin        |
| Plaats | -74 kg                     | -80 kg            | -87 kg                      | +87 kg                |
| Goud   | Rıdvan Baygut              | Aaron Cook        | Carlo Molfetta              | Tavakkül Bayramov     |
| Zilver | Manuel Mark                | Nikolaos Tzellos  | Augustin Bata               | Zakaria Asidah        |
| Brons  | Mokdad Ounis               | Mamédy Doucara    | Jon García Aguado           | Mickaël Borot         |
| Brons  | Elvin Mammadov             | Łukasz Śmigaj     | Ivan Nikitin                | Alexandros Nikolaidis |
| Dames  |                            |                   |                             |                       |
| Plaats | -46 kg                     | -49 kg            | -53 kg                      | -57 kg                |
| Goud   | Rukiye Yıldırım            | Lucija Zaninović  | Floriane Liborio            | Bat-El Gatterer       |
| Zilver | Elaia Torrontegui Ronco    | Yasmina Aziez     | Jennifer Ågren              | Yuliya Podolyan       |
| Brons  | Yuliya Volkova             | Kristina Kim      | Jade Jones                  | Deborah Louz          |
| Brons  | Sumeyye Karaahmet          | Hanna Zajc        | Manuela Bezzola             | Veronica Calabrese    |
| Plaats | -62 kg                     | -67 kg            | -73 kg                      | +73 kg                |
| Goud   | Haby Niare                 | Sarah Stevenson   | Anastasia Baryshnikova      | Rosana Simon Alamo    |
| Zilver | Margarita Michailidou      | Nur Tatar         | Sandra Lorenzo Rodelas      | Anne-Caroline Graffe  |
| Brons  | Kristina Khafizova         | Helena Fromm      | Nusa Rajher                 | Iwona Kosiorek        |
| Brons  | Estefania Hernandez Garcia | Marlene Harnois   | Gwladys Épangue             | Bianca Walkden        |

1976 · 1978 · 1980 · 1982 · 1984 · 1990 · 1992 · 1994 · 1996 · 1998 · 2000 · 2002 · 2004 · 2005 · 2006 · 2008 · 2010 · 2012 · 2014 · 2016 · 2018